# Rallye Dakar 1996
Navigation
Édition précédente Édition suivante
Le Dakar 1996, également connu sous le nom de Total Granada-Dakar 1996, était la 18e édition du Dakar. La course a commencé le 29 décembre 1995 avec une étape de prologue à Grenade, en Espagne, pour la deuxième année consécutive, l'événement a débuté loin du point de départ traditionnel de Paris. L'arrivée était elle située à Dakar, la capitale sénégalaise, le 14 janvier 1996. Pierre Lartigue a remporté la classe automobile pour la troisième année consécutive pour Citroën et Edi Orioli remporte son quatrième titre de moto pour Yamaha. Viktor Moskovskikh a remporté le premier titre de camion de la marque russe Kamaz.

## Étapes
| Étape | Date        | Départ      | Arrivée     | Total (km)    | Vainqueurs d'étape | Vainqueurs d'étape |
| Étape | Date        | Départ      | Arrivée     | Total (km)    | Motos              | Autos              |
| ----- | ----------- | ----------- | ----------- | ------------- | ------------------ | ------------------ |
| P     | 29 décembre | Granada     | Granada     | 0.3           | J. Arcarons        | K. Shinozuka       |
| 1     | 30 décembre | Granada     | Malaga      | 4             | K. Tiainen (en)    | B. Saby            |
| 2     | 31 décembre | Nador       | Oujda       | 149           | H. Kinigadner      | A. Vatanen         |
| 3     | 1er janvier | Oujda       | Er-Rachidia | 328           | S. Peterhansel     | A. Vatanen         |
| 4     | 2 janvier   | Er-Rachidia | Fam El Hisn | 540           | S. Peterhansel     | P. Wambergue       |
| 5     | 3 janvier   | Fam El Hisn | Smara       | 474           | S. Peterhansel     | P. Lartigue        |
| 6     | 4 janvier   | Smara       | Zouerat     | 603           | E. Orioli          | J-P. Fontenay      |
| 7     | 5 janvier   | Zouerat     | Atar        | 365           | T. Magnaldi        | A. Vatanen         |
| 8     | 6 janvier   | Atar        | Zouerat     | 511           | F. Meoni           | H. Masuoka         |
|       | 7 janvier   | Zouerat     | Zouerat     | Jour de pause | Jour de pause      | Jour de pause      |
| 9     | 8 janvier   | Zouerat     | El Mreiti   | 629           | J. Arcarons        | P. Wambergue       |
| 10    | 9 janvier   | El Mreiti   | Tichit      | 632           | D. Trolli          | A. Vatanen         |
| 11    | 10 janvier  | Tichit      | Kiffa       | 530           | E. Orioli          | J-P. Fontenay      |
| 12    | 11 janvier  | Kiffa       | Kayes       | 275           | D. Trolli          | P. Wambergue       |
| 13    | 12 janvier  | Kayes       | Labe        | 516           | F. Meoni           | A. Vatanen         |
| 14    | 13 janvier  | Labe        | Tambacounda | 620           | F. Meoni           | A. Vatanen         |
| 15    | 14 janvier  | Tambacounda | Dakar       | 20            | J. Arcarons        | A. Vatanen         |

## Classements finaux

### Motos
| Position | N°  | Pilote            | Marque   | Équipe                       | Temps     |
| -------- | --- | ----------------- | -------- | ---------------------------- | --------- |
| 1        | 3   | Edi Orioli        | Yamaha   | Yamaha Belgarda-Mobil 1 (en) | 72:31:03  |
| 2        | 2   | Jordi Arcarons    | KTM      | Lucky Strike-KTM             | +1:05:45  |
| 3        | 20  | Carlos Sotelo     | KTM      | Lucky Strike-KTM             | +5:48:09  |
| 4        | 12  | Gerard Jimmink    | KTM      |                              | +6:44:53  |
| 5        | 17  | Richard Sainct    | KTM      | Gauloises Blondes-KTM        | +7:35:38  |
| 6        | 29  | Guido Maletti     | Kawasaki | Kawasaki Italy               | +11:18:23 |
| 7        | 65  | Óscar Gallardo    | Cagiva   | Pelayo Mutua de Seguros      | +11:33:12 |
| 8        | 134 | Massimo Chiesa    | KTM      |                              | +12:23:44 |
| 9        | 57  | Norbert Schilcher | KTM      |                              | +12:38:08 |
| 10       | 35  | Marcel Pilet      | KTM      | AO American Optical          | +13:34:39 |

### Autos
| Position | N°  | Pilote               | Copilote          | Marque     | Équipe             | Temps     |
| -------- | --- | -------------------- | ----------------- | ---------- | ------------------ | --------- |
| 1        | 201 | Pierre Lartigue      | Michel Perin      | Citroën    | Citroën Sport      | 65:44:38  |
| 2        | 207 | Philippe Wambergue   | Fred Gallagher    | Citroën    | Citroën Sport      | +1:11:54  |
| 3        | 206 | Jean-Pierre Fontenay | Bruno Musmarra    | Mitsubishi | Sonauto Mitsubishi | +1:42:13  |
| 4        | 203 | Ari Vatanen          | Gilles Picard     | Citroën    | Citroën Sport      | +1:49:53  |
| 5        | 205 | Salvador Servià      | Jaime Puig        | Citroën    | Citroën Sport      | +3:16:45  |
| 6        | 208 | Hiroshi Masuoka      | Andreas Schulz    | Mitsubishi | Sonauto Mitsubishi | +6:26:20  |
| 7        | 202 | Bruno Saby           | Dominique Serieys | Mitsubishi | Sonauto Mitsubishi | +11:06:06 |
| 8        | 216 | Giacomo Vismara      | Mario Cambiaghi   | Ssangyong  | Ssangyong Motor    | +20:22:40 |
| 9        | 209 | Thierry De Lavergne  | Luis Arguelles    | Nissan     | Team Dessoude      | +21:17:09 |
| 10       | 212 | Jean-Pierre Strugo   | Bruno Catarelli   | Mitsubishi |                    | +23:38:51 |

### Camions
| Position | Pilote                  | Copilotes                           | Marque      |
| -------- | ----------------------- | ----------------------------------- | ----------- |
| 1        | Viktor Moskovskikh      | Anatoli Kouzmine, Nail Bagaveldinov | Kamaz       |
| 2        | Karel Loprais           | Radomír Stachura, Tomáš Tomeček     | Tatra       |
| 3        | Ladislav Fajtl          | Jiří Janoušek, František Wurst      | Tatra       |
| 4        | Milan Korený            | Bedřich Sklenovský, Petr Gilar      | Tatra       |
| 5        | Vladimir Chagin         | Semen Yakubov                       | Kamaz       |
| 6        | Yoshimasa Sugawara      | Katsumi Hamura                      | Hino Ranger |
| 7        | Jérome Pelichet         | Michel Gambillon                    | Mercedes    |
| 8        | Jean-Paul Bosonnet (it) | Serge Lacourt                       | Mercedes    |
| 9        | Alexandre Boutevillain  | Carriere                            | Mercedes    |
| 10       | Raphaël Gimbre          | François Marcheix                   | Mercedes    |